# Ухто-Іжемський ВТТ
Ухто-Іжемський ВТТ (рос. Ухтоижемский ИТЛ, Ухтижемлаг, Ухтоижемлаг) — структурна одиниця системи виправно-трудових таборів Народного комісаріату внутрішніх справ СРСР (ГУЛАГ НКВС).

Час існування: організований 10.05.38 ;
закритий 18.05.55 (табірні підрозділи передані в Печорський ВТТ).

Дислокація: Комі АРСР, сел. Чіб'ю (Ухта надалі).

Першим начальником був старший майор державної безпеки Яків Мойсейович Мороз-Йосема (Мороз).
17.11.41 з Ухто-Іжемського ВТТ був виділений Верхньо-Іжемський ВТТ, включений назад до складу Ухтижемлага 17.06.42. У 1945-1947 рр. в Ухтижемлагу перебували трудові мобілізовані — німці та представники інших репресованих народів.

## Виконувані роботи
- видобуток і розвідка нафти, асфальтитів,
- з 16.01.41 по 17.11.41 — будівництвово сажових заводів і газопроводу Крута-Ухта, облаштування газового родовища Крута (дод. експлуатаційне буріння),
- видобуток і переробка радієвої води,
- геологорозвідувальні роботи,
- будівництвово Ухтинського заводу «Нафтогаз», нафтопроводу Войвож-Ухта, ямних ємностей на 100 000 м³ топкового мазуту, установки з виробництва дорожнього бітуму,
- будівництво Ухтинського спеціального заводу, виробництво Н-9 з відходів переробленої руди А-9[1],
- робота в особливому проектному бюро (ОПБ-4) у складі 4 -го Спеціального відділу МВС при Ухтинському комбінаті,
- будівельні роботи в Ухті, на ст. 3-й Промисел, в селищах Ветлосян, Асфальтитовий Рудник, Сосновка, Войвож, Дорожний, Озерний, Крута, в радгоспі «Ухта»,
- робота на цегельних заводах в Крутой і Озерному, на заводі будівельних матеріалів в сел. Дежньова, на сажевому заводі в Соснівці (Іжемський завод), на лісозаводах в селищах Войвож і Озерний, на Ухтинському хутровому заводі,
- лісозаготівлі та сплавні роботи, бурові та вежо-монтажні роботи, розробка кам'яного кар'єру в р-ні Соснівки та глиняного кар'єру поблизу сел. Дорожний,
- дорожньо-будівельні та дорожньо-експлуатаційні роботи,
- обслуговування ремонтно-механічних майстерень і автобаз,
- с/г роботи в радгоспах «Ухта» і «Седью», вантажно-розвантажувальні роботи,
- обслуговування судоремонтних майстерень в затоні Кожва,
- будівництво дитячої колонії в Ухті,
- обслуговування Ухтинського комбінату і Управління робітничого постачання Главнафтоурса МНП, підприємства п/я 3179 організації п/я 979 МСМ, Ухтинского цегельного заводу тресту «Котласбумстрой» Міністерства паперової та деревообробної промисловості.